# جمیل السید
جمیل السید، سرلشکر نیروی‌های مسلح لبنان و مدیرکل امنیت این کشور بین سال‌های ۱۹۹۸ تا ۲۰۰۵ بود. او در ۱۵ ژوئیه ۱۹۵۰ در ناحیه النبی ائله زهله به دنیا آمد. مذهب جمیل السید شیعه است. در بحبوحه بازتاب‌های سیاسی پس از ترور رفیق حریری استعفا داد.